# McKenzie Lee
McKenzie Lee (ur. 16 maja 1979 w Leicesterze) – angielska aktorka pornograficzna.

## Życiorys

### Wczesne lata
Urodziła się w Leicesterze w Leicestershire. Miała pięć sióstr. Uczęszczała do Abington High School i Guthlaxton College w Wigston. McKenzie twierdziła, że jej matka zawsze była „bardzo otwarta seksualnie”, a nawet „hiperseksualna” i to ona wzbudziła ukierunkowanie zawodowe córki. 

### Kariera
McKenzie zaczęła jako striptizerka w klubach w Birmingham, a później w Londynie. Była również cheerleaderką zespołu Leicester City F.C.
We wrześniu 2005 wraz z Krystal Steal i w lipcu 2006 znalazła się na okładce magazynu dla mężczyzn „Hustler”. Brała udział w produkcjach dla Twistys, Digital Desire, Naughty America i Brazzers. 
W 2006 roku zdobyła AVN Award w kategorii „Najlepsza nowa gwiazdka” i była nominowana do AVN Award w kategorii „Najlepsza scena seksu w zagranicznej produkcji” w Cum Swappers 2 (2004) z Alicią Rhodes i Jazz'em Duro.
W 2007 otrzymała pięć nominacji do AVN Award w kategoriach: „Kontrakt gwiazdy roku”, „Najlepsza scena seksu grupowego - film”, „Najlepsza scena seksu analnego - film” i „Najlepsza scena seksu oralnego - film” w Jenna's Provocateur (2006) z Benem Englishem, Marco Banderasem i Scottem Nailsem oraz „Najbardziej skandaliczna scena seksu” w Jack's Teen America: Mission 9 (2005). 
Wyszła za mąż za Chrisa. W 2009 powróciła do biznesu po trzyletniej przerwie, podczas której wychowała dwie córki. 
Gościła też w filmie dokumentalnym Michaela Grecco Naked Ambition: An R Rated Look at an X Rated Industry (2009).
W listopadzie 2009 podpisała kontrakt z Digital Playground. Dwa miesiące później zerwała kontrakt i została wolną agentką.
W 2012 była nominowana do Adult Video News Awards w kategorii „Najlepsza scena seksu grupowego samych dziewczyn” w Prison Girls (2011) z Jayden Jaymes i Phoenix Marie.

## Nagrody i wyróżnienia
| Rok  | Nagroda                     | Kategoria                           |
| ---- | --------------------------- | ----------------------------------- |
| 2006 | AVN Award                   | Najlepsza nowa gwiazdka             |
| 2006 | Adam Film World Guide Award | Kontrakt gwiazdki roku – Club Jenna |